# Darkside (canción de Bring Me the Horizon)
Darkside es una canción de la banda de rock británica Bring Me the Horizon. Fue producido por el líder Oliver Sykes, Zakk Cervini y DaiDai fue lanzada como el quinto sencillo de su séptimo álbum Post Human: Nex Gen, el 13 de octubre de 2023. Es la última canción que presenta al tecladista, compositor y productor Jordan Fish, quien dejó la banda en diciembre de 2023.

## Lanzamiento y promoción
El 9 de octubre de 2023, la banda envió un correo electrónico a los fans en su lista de correo sobre una canción recién titulada "Darkside", junto con la letra "Think my angels falls", así como la fecha de lanzamiento. La banda siguió provocando la canción en las redes sociales, publicando fragmentos en Discord y TikTok, hasta que lanzaron "Darkside" el 13 de octubre. La canción se estrenó en vivo por primera vez en octubre de 2023 en NexFest mientras se tocaba en el World Kinen Hall en Kobe, Japón.

## Composición y letra
"Darkside" ha sido descrito por los críticos como nu metal, pop metal, metal alternativo, rock alternativo, y una canción emo. La canción fue escrita por el vocalista principal de la banda, Oliver Sykes, el teclista Jordan Fish, el guitarrista Lee Malia, el baterista Matt Nicholls, Andrew Goldstein, Zakk Cervini y Gianni Taylor; mientras es producido por Sykes, Cervini y DaiDai. "Darkside" aborda temas como la depresión, el insomnio, el desamor y el "miedo a ir a un lugar más oscuro". La canción muestra el lado más ligero y pop del grupo que sus lanzamientos anteriores.

## Personal
Créditos obtenidos de TIDAL.
Bring Me the Horizon
- Oliver Sykes – voz
- Lee Malia – guitarra líder
- Matt Kean – bajo
- Jordan Fish – Programación
- Matt Nicholls – batería